# Espiel
Espiel település Spanyolországban, Córdoba tartományban. Espiel Villanueva del Rey, Bélmez, Villanueva del Duque, Alcaracejos, Pozoblanco, Villaharta, Obejo, Villaviciosa de Córdoba, Hornachuelos és Fuente Obejuna községekkel határos. Lakosainak száma 2341 fő (2024).

## Népesség
A település népessége az elmúlt években az alábbi módon változott:
| Lakosok száma | 2473 | 2379 | 2422 | 2481 | 2460 | 2438 | 2487 | 2397 | 2424 | 2341 |
|               | 2001 | 2004 | 2006 | 2009 | 2011 | 2014 | 2016 | 2019 | 2021 | 2024 |